# Cristalino

Diagrama esquemático do olho humano.

O cristalino, ou lente ocular, é uma estrutura ocular gelatinosa responsável por ajustar o foco da visão, formada por duas superfícies convexas (biconvexa) com grande elasticidade que concentram os raios luminosos e direcioná-los à retina; um citossistema organizado que se localiza entre a pupila e o humor vítreo. O cristalino cresce continuamente durante a vida do indivíduo.
Sua elasticidade diminui progressivamente com a idade, de modo que o uso de óculos faz-se necessário para a maior parte dos idosos.

## Formação
É constituído por células organizadas longitudinalmente, como uma casca de cebola, que perdem as suas organelas durante a formação, assumindo desta maneira sua característica de ser transparente. Tem de 7 a 9 mm de comprimento no seu maior eixo e 2 a 4 mm de espessura. O cristalino é formado, basicamente, por três partes:
Fibras do cristalino: se apresentam sob a forma de elementos prismáticos finos e longos. São células altamente diferenciadas, oriundas das células originais do cristalino embrionário. Finalmente perdem seus núcleos e alongam-se consideravelmente, podendo alcançar as dimensões de 8 mm de comprimento por 10 µm de espessura. O citoplasma possui poucas organelas e cora-se levemente. Suas fibras se unem através de desmossomos e geralmente se orientam em direção paralela à superfície do cristalino.
Cápsula do cristalino: se apresenta como um revestimento acelular homogêneo, hialino e mais espesso na face anterior do cristalino. É uma formação muito elástica, constituída especialmente de colágeno tipo IV e glicoproteínas.
Epitélio subcapsular: é formado por uma única camada de células epiteliais cubóides, encontradas apenas na porção anterior do cristalino. É a partir desse epitélio que se originam as fibras responsáveis pelo aumento gradual do cristalino durante o processo de crescimento do globo ocular. 

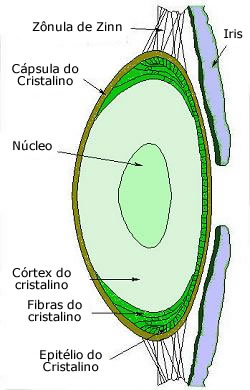
Cristalino

O ligamento suspensor da lente é o responsável pelo foco deste citosistema.

## Função
O cristalino funciona como uma lente, participando dos meios refrativos do olho, sendo capaz de aumentar o grau, para focalização das imagens de perto  (acomodação).
Alterações em sua estrutura e tamanho perto dos quarenta anos de idade levam a dificuldades para enxergar de perto (presbiopia), situação que pode ser corrigida com uso de óculos ou cirurgia.

## Envelhecimento
Com o envelhecimento, o cristalino pode perder sua transparência, causando borramento da visão. É a chamada catarata, cujo tratamento consiste na sua remoção cirúrgica e na colocação de uma lente artificial em seu lugar.

## Doenças
Algumas doenças que afetam o cristalino direta e indiretamente:
- Hipermetropia
- Miopia
- Astigmatismo
- Glaucoma
- Catarata
- Estrabismo